# Eetbaar-nestsalangaan
De eetbaar-nestsalangaan (Aerodramus fuciphagus, oude naam nog veel gebruikt: Collocalia fuciphaga) is een vogel uit de familie Apodidae (gierzwaluwen).

## Kenmerken
De eetbaar-nestsalangaan is een middelgrote gierzwaluw, met een gevorkte staart. De bovenzijde van deze soort is donkerbruin. De stuit heeft een lichtere, lichtgrijze tot bruinachtige kleur. De snavel is zwart, de ogen bruin en de poten zijn zwart.
De zwart-nestsalangaan (Aerodramus maximus) is iets groter en heeft geen lichte stuit, evenals de mos-nestsalangaan (A. salangunus).
De eetbaar-nestsalangaan wordt inclusief staart zo'n 12 centimeter en heeft een vleugellengte van 12 centimeter en weegt gemiddeld 13 gram.

## Voedsel
De eetbaar-nestsalangaan eet geleedpotigen zoals insecten en spinnen.

## Verspreiding en leefgebied
Deze soort komt voor in Zuidoost-Azië. Heel bekend is de populatie in de grotten van het Nationaal Park Niah in Sarawak (Maleisië). Zoals alle gierzwaluwen komt deze vogel in groepen voor in het laagland in de buurt van de kust, in open gebieden en boven bossen.
Er zijn acht ondersoorten:
- A. f. inexpectatus: de Andamanen en Nicobaren.
- A. f. vestitus: Malakka, Sumatra en Borneo.
- A. f. perplexus: Derawan-eilanden.
- A. f. fuciphagus: Java, Kangean en de westelijke Kleine Soenda-eilanden.
- A. f. dammermani: Flores.
- A. f. micans: Soemba, Savoe en Timor.
- A. f. germani (Oustalets salangaan): Zuidoost-Azië en de Filipijnse eilanden Palawan en Panay.
- A. f. amechanus (Oustalets salangaan): Anambaseilanden (nabij zuidoostelijk Maleisië).

## Eetbare nesten
De naam van de eetbaar-nestsalangaan verwijst naar de rol van hun nesten in de Chinese keuken. Deze gierzwaluwen maken vergelijkbare nesten in dezelfde omgeving als de zwartnestsalangaan. Het nestje van de zwartnestsalangaan is echter niet van zuiver speeksel, maar gemengd met veren en plantenmateriaal en daarom veel minder waard (20% van de waarde van een nestje van de eetbaar-nestsalangaan). Het nestje van de mos-nestsalangaan heeft geen marktwaarde, want dat is sterk gemengd met mos.
De voortplanting vindt afhankelijk van de locatie plaats van januari tot juni. De nesten van de eetbaar-nestsalangaan zijn wit, als een halve kom gevormd en zo'n 6 centimeter van doorsnede en zijn te vinden aan de wanden van grotten. De nesten zijn gemaakt van speeksel, over één nest doet de eetbaar-nestsalangaan één maand.
De nesten hebben als bijzonderheid dat ze eetbaar zijn. Al vijf eeuwen worden er nesten van eetbaar-nestsalanganen geoogst. De meest witte nesten zijn van beste kwaliteit; vooral in China is deze delicatesse zeer gewild. De nesten van deze vogels zijn in 2011 drie US dollar per gram waard (een nestje weegt 8,3 gram) in de groothandel. De prijs van zilver in januari 2012 was ongeveer één US dollar per gram.

## Status
De grootte van de populatie is niet gekwantificeerd maar de soort wordt omschreven als zeer algemeen in geschikt habitat. Op de Rode lijst van de IUCN heeft deze soort de status niet bedreigd.